# Асеведо, Эдуардо
Эдуа́рдо Ма́рио Асеве́до Кардо́со (исп. Eduardo Mario Acevedo Cardozo; род. 25 сентября 1959, Монтевидео) — уругвайский футболист, выступавший на позиции защитника. Участник чемпионата мира 1986 года. В настоящее время работает тренером.

## Биография
Эдуардо Асеведо начал карьеру в «Дефенсоре» (Монтевидео) в 1979 году. В 1983 году стал игроком основы сборной и в следующие четыре года был одним из ключевых защитников «селесте», в том числе на чемпионате мира 1986 года, где уругвайцы дошли до 1/8 финала.
С 1986 по 1992 год выступал за клубы Испании («Депортиво»), Мексики (Текос УАГ) и Японии («Тосиба Кавасаки»). Завершал карьеру на родине.
С 1996 года начал тренерскую карьеру. Среди клубов, которые возглавлял Асеведо, числятся уругвайские «Насьональ», «Данубио» и «Дефенсор Спортинг», мексиканские «Монаркас Морелия» и Текос УАГ и японская «Тосиба Кавасаки». В 2012 году возглавлял аргентинский «Банфилд». В 2016—2018 годах работал в качестве главного тренера «Дефенсора».

## Титулы

### В качестве игрока
- Победитель Кубка Америки: 1983
- Победитель Лигильи: 1981

## В качестве тренера
- Победитель Лигильи: 2009